# Theodor von Watter
Ernst Theodor baron von Watter (né le 5 novembre 1856 à Gmünd et mort le 22 janvier 1922 à Baden-Baden) est un général d'infanterie wurtembergeois pendant la Première Guerre mondiale.

## Biographie

### Origine
Watter est issu de l'ancienne famille noble poméranienne von Watter. Son cousin Oskar devient également officier, atteint le grade de lieutenant général et reçoit également l'Ordre Pour le Mérite pendant la Première Guerre mondiale. Ses cousins Karl (1833-1901) et Hermann (1848-1911) sont également lieutenants généraux wurtembergeois.

### Carrière militaire
Watter s'engage le 6 avril 1874 comme enseigne dans le 125e régiment d'infanterie (de) de l'armée wurtembergeoise à Stuttgart. Le 10 octobre 1875, il y est promu au rang de sous-lieutenant. En tant que tel, il est adjudant du 2e bataillon du 1er mars 1877 au 1er juin 1884. Entre-temps, Watter est devenu premier Lieutenant le 21 mai 1884. Du 21 mars 1888 au 4 mai 1890, il est affecté au à l'état-major général de Berlin et Watter, puis, tout en étant promu capitaine, au 126e régiment d'infanterie comme commandant de compagnie à Strasbourg. Après y avoir acquis de l'expérience dans le service des troupes, il est envoyé le 23 septembre 1891 en Prusse au Grand État-major général. Il est ensuite affecté, à partir du 14 septembre 1893, comme premier officier d'état-major dans l'état-major de la 31e division d'infanterie, puis, libéré de son commandement en Prusse, à partir du 18 juin 1895, au même poste à la 26e division d'infanterie. En tant que major (depuis le 14 novembre 1895), il est nommé le 18 août 1896 commandant du 3e bataillon du 123e régiment de grenadiers (de) à Ulm. À partir du 21 avril 1898, Watter devient le premier officier d'état-major général du 13e corps d'armée. Au bout de quatre ans à peine, il est à nouveau affecté au Grand État-major général et, en même temps, à Stettin, au 2e corps d'armée. C'est là qu'il est promu lieutenant-colonel le 22 avril 1902 et qu'il est chargé, à partir du 29 mai 1902, d'assumer les fonctions de chef d'état-major général avant d'être nommé chef le 18 avril 1903. Il quitte ce poste le 21 avril 1905 et devient, avec une promotion simultanée au grade de colonel commandant du 114e régiment d'infanterie, stationné à Constance. Ce régiment doit entre autres fournir la compagnie de garde pour le château de Hohenzollern. Pour son service, Watter reçoit la croix de commandeur d'honneur de l'ordre de la Maison princière de Hohenzollern et, après deux ans d'activité, prend en charge le 14 avril 1907 le 119e régiment de grenadiers (de) à Stuttgart. Du 24 mars au 19 avril 1909, Watter est chargé du commandement de la 56e brigade d'infanterie et est ensuite nommé à son commandement avec une promotion simultanée au grade de général de division. Watter occupe ce poste jusqu'au 21 mars 1912, date à laquelle il est muté à Colmar pour la 39e division d'infanterie et chargé initialement de la direction. Un mois plus tard, il est promu lieutenant général et nommé commandant de division.
Avec le déclenchement de la Première Guerre mondiale et la mobilisation, sa division est d'abord impliquée dans des batailles près de Mulhouse et de Cernay Un département parvient alors à s'emparer Thann. Lors de la bataille de Lorraine, la division parvient à repousser les Français vers Saint-Léon le 20 août 1914. Le 30 août 1914, Watter abandonne le commandement de la division et est chargé de la direction du 14e corps d'armée. En liaison avec la 6e armée, il participe aux batailles d'Arras et de Lille. Ensuite, le corps passe à la guerre des tranchées en Flandre et en Artois. Le 9 mars 1915, Watter est relevé de ses fonctions et devient le chef du 13e corps d'armée, qui se trouve alors sur la ligne Rawka-Bzura sur le front de l'Est. À partir du 13 juillet 1915, il combat ensuite lors de la bataille de percée sur la Narew et Watter réussit à prendre la forteresse de Różan avec ses unités subordonnées. En septembre 1915, le corps d'armée retourne sur le front ouest et y est d'abord engagé lors de la bataille d'automne en Champagne. Il se trouve ensuite en réserve près de Cambrai, où Watter est chargé de tâches d'instruction. Après des combats intermédiaires sur le canal de l'Yser, le corps combat avec la 1re armée lors de la bataille de la Somme. in août, Watter, qui est général d'infanterie et général commandant depuis le 18 août 1916, doit être retiré du front avec son corps d'armée en raison des combats. Pour ses exploits, Watter est décoré de l'ordre Pour le Mérite par l'AKO du 31 août 1916. Après avoir complété ses pertes, le corps d'armée s'engage à nouveau dans la Somme à partir du 18 novembre 1916, avant de se replier sur la position Siegfried au printemps 1917, après de nouveaux combats. Il y reste le reste de l'année. Lors de la bataille de Cambrai, Watter a pu faire ses preuves une nouvelle fois. Peu avant le début de l'offensive de printemps de mars 1918, Watter doit quitter le commandement en chef pour cause de maladie. Après s'être rétabli, il reprend la tête de son corps d'armée en mai 1918 et le dirige lors de la bataille de Soissons. Après la bataille de la Marne qui s'ensuit, Watter se trouve jusqu'à la fin de la guerre dans des combats défensifs permanents contre l'avancée des Alliés et ramène ses troupes au pays après l'armistice de Compiègne.
Watter demande alors son départ, qui lui est accordé le 20 décembre 1918 avec l'autorisation de porter l'uniforme du 119e régiment de grenadiers.

## Décorations militaires
- Commandeur de 1re classe de l'ordre du Lion de Zaeringen[4]
- Commandeur de l'ordre de la Couronne de Wurtemberg[4]
- Commandant de 1re classe de l'ordre de Frédéric[4]
- Médaille du service wurtembergeoise de 1re classe[4]
- Commandant de 2e classe de l'ordre de l'Épée[4]
- Ordre du Mérite militaire du Wurtemberg
  - Croix de chevalier le 1er novembre 1914[5]
  - Commandant le 20 février 1918[6]
- Croix de fer (1914) de 2e et 1re classe
- Ordre de l'Aigle rouge de 2e classe avec étoile et épées en 1915
- Ordre de la Couronne de 1re classe avec épées